# Слагалица страве 4
Слагалица страве 4 (енгл. Saw IV) је амерички хорор филм из 2007. године, режисера Дарена Лина Баузмана, са Лириком Бентом, Скотом Патерсоном, Бетси Расел, Костасом Мандилором, Атином Карканис и Тобином Белом, у главним улогама. Представља директан наставак приче из филма Слагалица страве 3.
Главна тема овог дела је пустити људе да сами спасу себе.
Филм је забележио пад и у погледу зараде и у погледу оцена публике и критичара у односу на своје претходнике. Добио је углавном негативне критике и као један од највећих проблема критичари наводе то што су претходни делови исцрпели маштовитост, те је радња овог дела потпуно апсурдна и бесмислена.
Наставак филма, под насловом Слагалица страве 5, објављен је годину дана касније.

## Радња
И поред смрти Џона Крејмера и Аманде Јанг на крају претходног дела, „игре” се настављају. Док агенти Питер Страм и Линдзи Перез погрешно сумњиче Џонову бившу супругу Џил Так за нова убиства, један од њихових колега пролази кроз низ замки. На крају се открива да је један од детектива (Марк Хофман) помагао Крејмеру од самог почетка успоравајући процес решавања случаја и на крају постао његов наследник.

## Улоге
| Глумац          | Улога                 |
| --------------- | --------------------- |
| Лирик Бент      | полицајац Данијел Риг |
| Скот Патерсон   | агент Питер Страм     |
| Бетси Расел     | Џил Так               |
| Костас Мандилор | детектив Марк Хофман  |
| Тобин Бел       | Џон Крејмер — Џигсо   |
| Атина Карканис  | агент Линдзи Перез    |
| Луис Фереира    | Арт Бланк             |
| Дони Волберг    | детектив Ерик Метјуз  |
| Шони Смит       | Аманда Јанг           |
| Ангус Макфадјен | Џеф Денлон            |
| Бахар Сумех     | др Лин Денлон         |
| Дајна Мајер     | детектив Алисон Кери  |
| Мајк Рилба      | детектив Фиск         |
| Марти Адамс     | Иван Ландснес         |
| Сарејн Бојлан   | Бренда                |
| Били Отис       | Сесил Адамс           |
| Џејмс ван Патен | др Адам Хефнер        |
| Кевин Раштон    | Тревор                |
| Ингрид Харт     | Трејси Риг            |
| Њам Вилсон      | Корбет Денлон         |
| Џенет Ланд      | Морган                |
| Рон Ли          | Рек                   |
| Тони Напо       | Гас Кољард            |
| Емануела Вожје  | Адисон Корде          |
| Ноам Џенкинс    | Мајкл Маркс           |
| Мајк Батерс     | Пол Лихи              |
| Орен Кулс       | Дони Греко            |
| Џеј Лароуз      | Трој                  |
| Симон Ренолдс   | полицајац Ламана      |
| Џулијан Ричингс | Вагрант               |